# Feng Chun-kai
„CK“ Feng Chun-kai (chinesisch 馮俊凱, Pinyin Féng Jùnjiā; * 2. November 1988 in Miaoli) ist ein taiwanischer Bahn- und Straßenradrennfahrer.

## Karriere
2007 wurde Feng Chun-kai Asienmeister im Punktefahren auf der Bahn. Im Jahr darauf startete er bei den Olympischen Sommerspielen in Peking im Punktefahren auf der Bahn, konnte das Rennen aber nicht beenden und belegte daher den letzten Platz. 2009 wurde er erstmals taiwanesischer Meister im Straßenrennen; 2012 wurde er erneut Asienmeister auf der Bahn, dieses Mal im Scratch. 2013 errang er bei den Ostasienspielen Gold im Straßenrennen.
2015 wechselte Feng zu Lampre-Merida und ist damit der erste Taiwaner, der an der UCI WorldTour teilnimmt.
Bis einschließlich 2019 errang Feng zwölf nationale Titel auf der Straße, im Straßenrennen wie im Einzelzeitfahren. Auf der Bahn belegte er bei asiatischen Meisterschaften weitere Podiumsplätze in den Disziplinen Scratch, Punktefahren und Einerverfolgung.

## Erfolge

### Straße
2009
 Taiwanischer Meister – Straßenrennen
2010
 Taiwanischer Meister – Straßenrennen
2011
 Taiwanischer Meister – Straßenrennen
2013
 Taiwanischer Meister – Einzelzeitfahren
 Taiwanischer Meister – Straßenrennen
 Ostasienspiele – Straßenrennen
2014
eine Etappe Tour of Thailand
 Taiwanischer Meister – Straßenrennen
2015
 Taiwanischer Meister – Einzelzeitfahren
 Taiwanischer Meister – Straßenrennen
2017
 Taiwanischer Meister – Einzelzeitfahren
 Taiwanischer Meister – Straßenrennen
2019
 Asienmeisterschaft – Einzelzeitfahren
 Asienmeisterschaft – Straßenrennen
 Taiwanischer Meister – Einzelzeitfahren
2024
 Taiwanischer Meister – Straßenrennen
 Taiwanischer Meister – Einzelzeitfahren
2025
 Asienmeisterschaften – Einzelzeitfahren
 Taiwanischer Meister – Einzelzeitfahren
 Taiwanischer Meister – Straßenrennen

### Bahn
2007
 Asienmeister – Punktefahren
2009
 Asienmeisterschaft – Einerverfolgung
2010
 Asienmeisterschaft – Einerverfolgung
2012
 Asienmeister – Scratch
2014
 Asienmeisterschaft – Punktefahren
 Asienmeisterschaft – Scratch
2023
 Taiwanischer Meister – Omnium, Scratch

## Teams
- 2010 Action Cycling Team
- 2011 Action Cycling Team
- 2012 Action Cycling Team
- 2013 Champion System
- 2014 Team Gusto
- 2015 Lampre-Merida
- 2016 Lampre-Merida
- 2017 Bahrain-Merida
- 2018 Bahrain-Merida
- 2019 Bahrain-Merida
- 2020 Bahrain-McLaren
- 2021 Bahrain Victorious
- 2022 Bahrain Victorious
- 2023 Utsunomiya Blitzen
- 2024 Utsunomiya Blitzen
- 2025 Utsunomiya Blitzen